# Rio Fântânele (Mureş)
O Rio Fântânele é um rio da Romênia, afluente do Mureş, localizado no distrito de Mureş.